# Berolinahaus

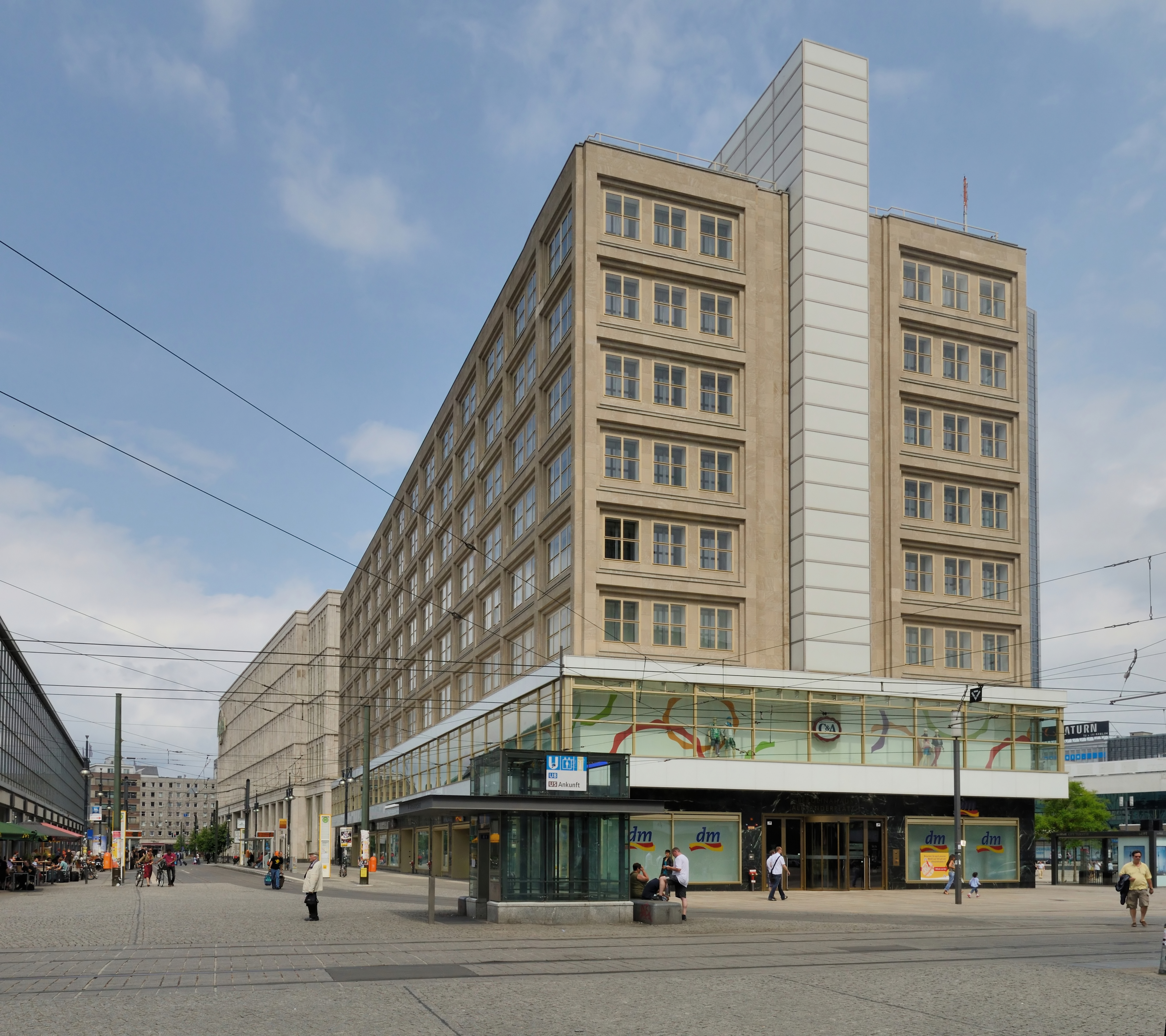
Berolinahaus von Südosten

Berolinahaus ist der Name eines von 1929 bis 1932 am Berliner Alexanderplatz erbauten Hochhauses. Das von dem Architekten Peter Behrens entworfene Bauwerk gilt als herausragendes Beispiel der klassischen Moderne im Stil der Neuen Sachlichkeit und steht seit 1975 unter Denkmalschutz. Es wird als gemischtes Büro- und Geschäftshaus genutzt.

## Geschichte

### Hintergrund
Der Alexanderplatz war bereits Ende der 1920er Jahre ein sehr stark frequentierter Platz. Zu jener Zeit kreuzten sich auf fünf unterschiedlichen Ebenen die öffentlichen Verkehrsmittel und drei neue U-Bahn-Linien sollten in naher Zukunft die Mobilität ergänzen. Da die Überfüllung ein immer größeres Problem wurde, schrieb Baustadtrat Martin Wagner im Namen der Stadt einen Architekturwettbewerb zur Umgestaltung des Alexanderplatzes aus. Gleichzeitig kaufte die Stadt weitere Grundstücke zum Ausbau an. Die Sieger des Wettbewerbs waren die Brüder Hans und Wassili Luckhardt. Da der Investor aber mit deren Plänen nicht einverstanden war, beauftragte er Peter Behrens, dessen Wettbewerbsentwurf mit dem 2. Preis prämiert worden war. Die Ende 1929 einsetzende Weltwirtschaftskrise und der erstarkende Nationalsozialismus bremsten die weitere Umsetzung des Projekts. Ausgeführt wurden einzig das Alexander- und das Berolinahaus, die auch die letzten vollständig ausgeführten Bauten von Behrens waren.

### Bau

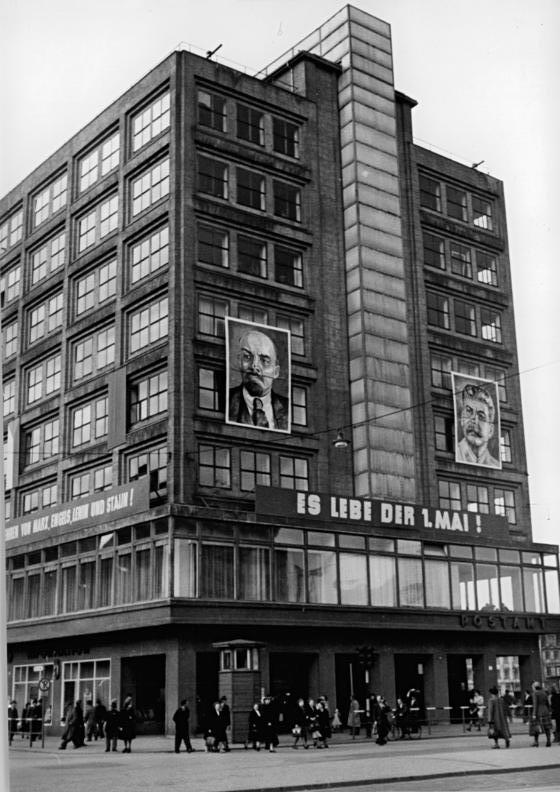
Das Berolinahaus, 1953

Der im September 1929 begonnene Bau musste unter den schwierigen Bedingungen eines dicht bevölkerten Platzes einer Großstadt errichtet werden. Da neben der Großbaustelle auch die U-Bahn-Linien E (heute: U5) und GN (heute: U8) gebaut wurden, musste aus Platzgründen das Baumaterial entweder in den Kellerräumen gelagert oder so angeliefert werden, dass es sofort verbaut werden konnte. Das Berolinahaus gehörte zu den ersten Bauwerken in Deutschland, bei denen bereits im Rohbau die Haustechnik eingeplant wurde. Für die Gründung des Hauses musste das Grundwasser drei Jahre lang bis zum Roten Rathaus hin großflächig abgepumpt werden. Der Bau selbst wurde auf einer 1,20 m starken Betonwanne in den Sanduntergrund gestellt. Nach zweijähriger Bauzeit wurde das Berolinahaus im Januar 1932 eröffnet.

### Seit Eröffnung
Zu den ersten Mietern des Hauses zählt die Textil-Einzelhandelskette C&A, die ihre erste Filiale in Deutschland 1911 am Alexanderplatz eröffnet hatte. Das Obergeschoss beherbergte zu Beginn das legendäre Swing-Etablissement Café Braun (später: Berolina), das bereits damals über Rolltreppen und Paternoster erreichbar war. Die Dachterrasse bot einen Garten, der als Tanzfläche und Liegewiese genutzt wurde. C&A belegte das erste und zweite Obergeschoss. Die Beschädigungen während des Zweiten Weltkriegs waren nicht gravierend, sodass bald die sowjetische Kommandantur das Gebäude bezog. 1952 zog der Berliner Magistrat und später andere Verwaltungsbehörden ein. Anfang der 1950er Jahre wurde das Haus saniert und die zerschossene Fassade ausgebessert. Die Arbeiten erfolgten jedoch ohne Berücksichtigung der ursprünglichen Gestaltung, sodass davon nur wenig mehr als die Rasterung des Betonskeletts übrig blieb. Der erste Schnellimbiss der DDR wurde 1955 in einem Raum im Erdgeschoss mit Stehtischen und zehn Speise- und Getränkeautomaten (im Angebot waren nur Limonade und vier Biersorten) eröffnet. Der Besucher des „Automaten-Imbiss“ musste zunächst an der Kasse spezielle Automatenmünzen erwerben.
Die letzte Behörde im Berolinahaus, das Bezirksamt Mitte, verließ das Gebäude 1998. In den folgenden sieben Jahren stand das Haus leer, bis es dem Eigentümer – der Landesbank Berlin – gelang, das Objekt 2004 an eine Immobiliengesellschaft zu verkaufen, die eine denkmalgerechte Sanierung und Restaurierung initiierte, um den Originalzustand wiederherzustellen. Die von 2005 bis zum 7. September 2006 dauernde Sanierung unter der Federführung des Architekten Sergei Tchoban kostete rund 25,5 Millionen Euro. Dabei wurden in den ersten beiden Obergeschossen die alten Pfeilerabstände von 5,30 m verdoppelt, da sie den heutigen Anforderungen an Verkaufsstätten nicht mehr erfüllten. Diese Verdoppelung des Rasters erforderte eine völlige statische Neuausrichtung. Um die Kräfte neu zu verteilen, baute man im dritten Geschoss entsprechende Lastensammler ein – zwei 80 cm starke und mehr als 80 m lange Betonwände.

## Beschreibung

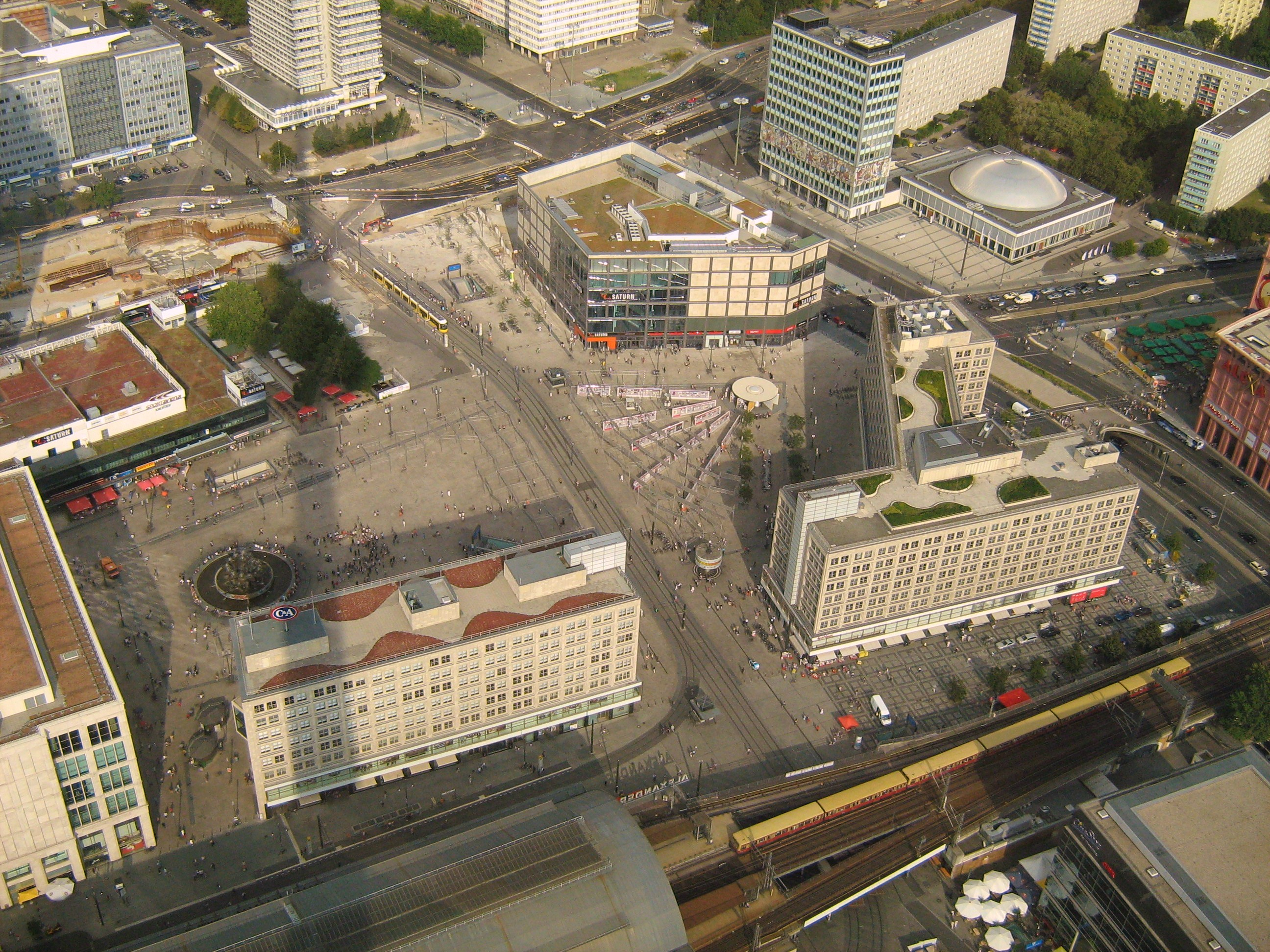
Blick vom Fernsehturm auf den Alexanderplatz: Der Bahnhof Alexanderplatz am unteren sowie die Galeria Kaufhof am linken Bildrand und der davor befindliche Brunnen der Völkerfreundschaft umrahmen das Berolinahaus. Rechts daneben stehen die Urania-Weltzeituhr und das Alexanderhaus.

### Lage, Umgebung und Name
Das Berolinahaus befindet sich am südwestlichen Rand des Alexanderplatzes und hat die Anschrift Alexanderplatz 1. Zusammen mit dem gegenüber der Südostfassade liegenden und ebenfalls von Behrens entworfenen „Zwillingsbau“ Alexanderhaus bildet das Ensemble konzeptionell einen torartigen Zugang zum Alexanderplatz und hatte Vorbildcharakter für den Umbau des Alexanderplatzes, der durch den Architekten Hans Kollhoff geplant wurde. Nordwestlich vom Berolinahaus steht das Bauwerk des Galeria Kaufhof Berlin-Alexanderplatz – ehemals Centrum Warenhaus. Im Westen ist der Bahnhof Alexanderplatz benachbart.
Berolina ist die latinisierte Form des Namens Berlin. Das Bauwerk wurde nach der gleichnamigen Kolossalstatue unweit des heutigen Standortes der Urania-Weltzeituhr benannt. Die 7,50 m hohe und rund fünf Tonnen schwere Kupferstatue zeigte eine Frau mit Eichenkranz. Nach Ende des Zweiten Weltkriegs wurde sie wegen Materialknappheit eingeschmolzen.

### Architektur
Das quaderförmige Berolinahaus steht auf einem rechteckigen Grundstück mit 74 m Länge und 22 m Breite. Die acht Obergeschosse messen bis zur Flachdachkante 30,3 m. Die zwei Untergeschosse ragen bis knapp acht Meter unter dem Straßenniveau. Das Haus verfügt im Untergeschoss einen Zugang zum Berliner U-Bahn-Netz. Die Fassade wird von rasterförmig angeordneten quadratischen Fenstern dominiert, die an den Längsseiten zweifach und an der Südost-Querseite dreifach gruppiert sind. Durch die Aufteilung der Kastenfenster in vier Quadrate erscheint die gesamte Fassade als symmetrisch gerastertes Lochmuster. Die nach Nordwesten gewandte Querseite des Hauses war ursprünglich fensterlos und diente als Brandwand, erhielt jedoch bei der letzten Sanierung einen dreieckig hervorspringenden verglasten Erker, der sich über zwei Stockwerke erstreckt. Das Haus weist eine Bruttogeschossfläche von 16.500 m² auf, wovon 5.200 m² als Ladenfläche für den Einzelhandel entfallen und rund 7.000 m² für Büroräumlichkeiten zur Verfügung stehen.
Die helle Verkleidung besteht aus Schaumkalk (unterer Muschelkalk), der aus Freyburg in Sachsen-Anhalt stammt. An der Querseite ragt eine vertikale Leuchtbox aus Milchglas über das Dach hinaus, die aus der Fassade hervorspringt und bündig mit dem ebenfalls auskragenden ersten Obergeschoss abschließt. Diese Glasgalerie im ersten Geschoss zieht sich um das gesamte Bauwerk. Die Lobby des Hauses ist mit dem gleichen dunklen Serpentin verkleidet wie die Außenfassade des Erdgeschosses. Die Wandverkleidung in der Eingangshalle ist mit poliertem Messing ausgelegt und das Treppengeländer mit aufwendigen Schlosserarbeiten dem Ursprungszustand nachempfunden. Der Boden besteht aus schwarzem Granit. Das Untergeschoss ist mit glasierten Keramiksteinen in grün-türkisem Farbton ausgestaltet.